# Lleó II d'Abkhàzia
Lleó II d'Abkhàzia (en georgià : ლეონ II, Lleó II ; mort el 826) fou eristavi imperial dels abkhazis i després rei d'Abkhàzia del 782 al 826, segons Cyril Toumanoff de 766/790 a 810 i segons Marie-Félicité Brosset de 786 a 806.
Una teoria fa a Lleó II el fill segon de Teodor, duc dels abkhazis i germà petit de Lleó I, i d'una filla del kan dels Khàzars del qual va reconèixer l'autoritat en la major part del seu regnat. Settipani estima, basat en el Divan dels reis d'Abkhàzia, que Lleó II va pujar al poder a la mort del seu germà gran Constantí I d'Abkhàzia, mort vers 780, i de son cosí Demetri I, fill de Lleó I que era l'hereu de la branca major de la família dels « Antxabades » ou« Antchabàdzides »; per mantenir la durada del regnat de Lleó II en 45 anys que li atribueix el divan, proposa de fixar la seva mort el 826.
Segons la Crònica georgiana la família governant dels Antxabàdzides era fins aleshores vassalla de l'Imperi Romà d'Orient, però va esdevenir independent com a resultat de les incursions àrabs. També es va aprofitar de la pèrdua d'influència del sobirà cosròida de Kakhètia, Juansxer de Kakhètia (fill d'Artxil de Kakhètia el màrtir, sobre el principat de Kartli (Curopalatinat de Karli), que havia estat atacat també pels àrabs, i va acabar amb la presa del poder a Kakhètia del eristav Grigol amb el títol de corbisbe. Va gaudir també de l'aliança del kan dels khàzars amb el qual va emparentar, que aleshores feien incursions a Transcaucasia. Lleó II no sols va dominar Abkhàzia sinó que es va apoderar d'Egrissi (Còlquida) fins a la muntanya Likh, i el 790 va agafar el títol de rei d'Abkhàzia, desapareixent el nom d'Egrissi. Va dividir el país en vuit eristavis:
- Abkhàzia ;
- Tzkhom (régió d'Anacòpia) ;
- Bèdia ;
- Gúria ;
- Ratxa-Letxkumi ;
- Svanètia ;
- Choropan ;
- Kutaisi.

Lleó II fou el constructor de la ciutat de Kutaisi que va esdevenir segona capital amb Anacòpia. Va deixar tres fills que van regnar a Abkhàzia: Teodosi II, Demetri II i Jordi I d'Abkhàzia.